# Jon Paul
Jon Paul es un cineasta, actor y artista marcial estadounidense, conocido principalmente por su cortometraje Dojo (2023), un drama de acción de artes marciales que ha ganado múltiples premios.

## Biografía
Paul nació y creció en Miami, Florida, donde desarrolló una temprana pasión por la narración de historias y las artes marciales. Obtuvo una licenciatura en psicología, pero sus intereses se desplazaron hacia el entrenamiento personal y las artes marciales.

## Carrera
Paul decidió dedicarse a la producción cinematográfica y asistir a audiciones para roles. En 2023, creó su primer cortometraje, Dojo, un drama de acción de artes marciales que ha ganado varios premios. Fue el actor principal en la película, interpretando a Shane Lucas.
A mediados de 2025, Dojo ha recibido más de 1,200 premios internacionales de cine, según lo certificado por múltiples organizaciones de récords mundiales, incluyendo el International Book of Records, World Records India, Worldwide Book of Records, World Record Certification Agency (WRCA), Record Holders Republic, Golden Book of World Records, entre otros.
Más allá de la realización cinematográfica, Paul es un artista marcial, ostentando un cinturón negro de 4º grado en Judo y ganando dos campeonatos nacionales de Judo.

## Premios
- 2024 - Mejor Actor de Cortometraje en el Fighting Spirit Film Festival 2024.[13]
- 2024 - Recibió el título de "Brillantez Asombrosa" en el King's Book of World Records en el por sus esfuerzos en la creación del cortometraje Dojo.[1]
- 2024 - Mejor Actor en una Película de Acción.[14]